# Hemibagrus menoda
Hemibagrus menoda is een  straalvinnige vissensoort uit de familie Bagridae. De wetenschappelijke naam van de soort werd als Pimelodus menoda in 1822 gepubliceerd door Francis Buchanan-Hamilton.